# Rhinopodisma assama
Rhinopodisma assama är en insektsart som först beskrevs av Boris Petrovich Uvarov 1930.  Rhinopodisma assama ingår i släktet Rhinopodisma och familjen gräshoppor. Inga underarter finns listade i Catalogue of Life.